# فن الحجارة

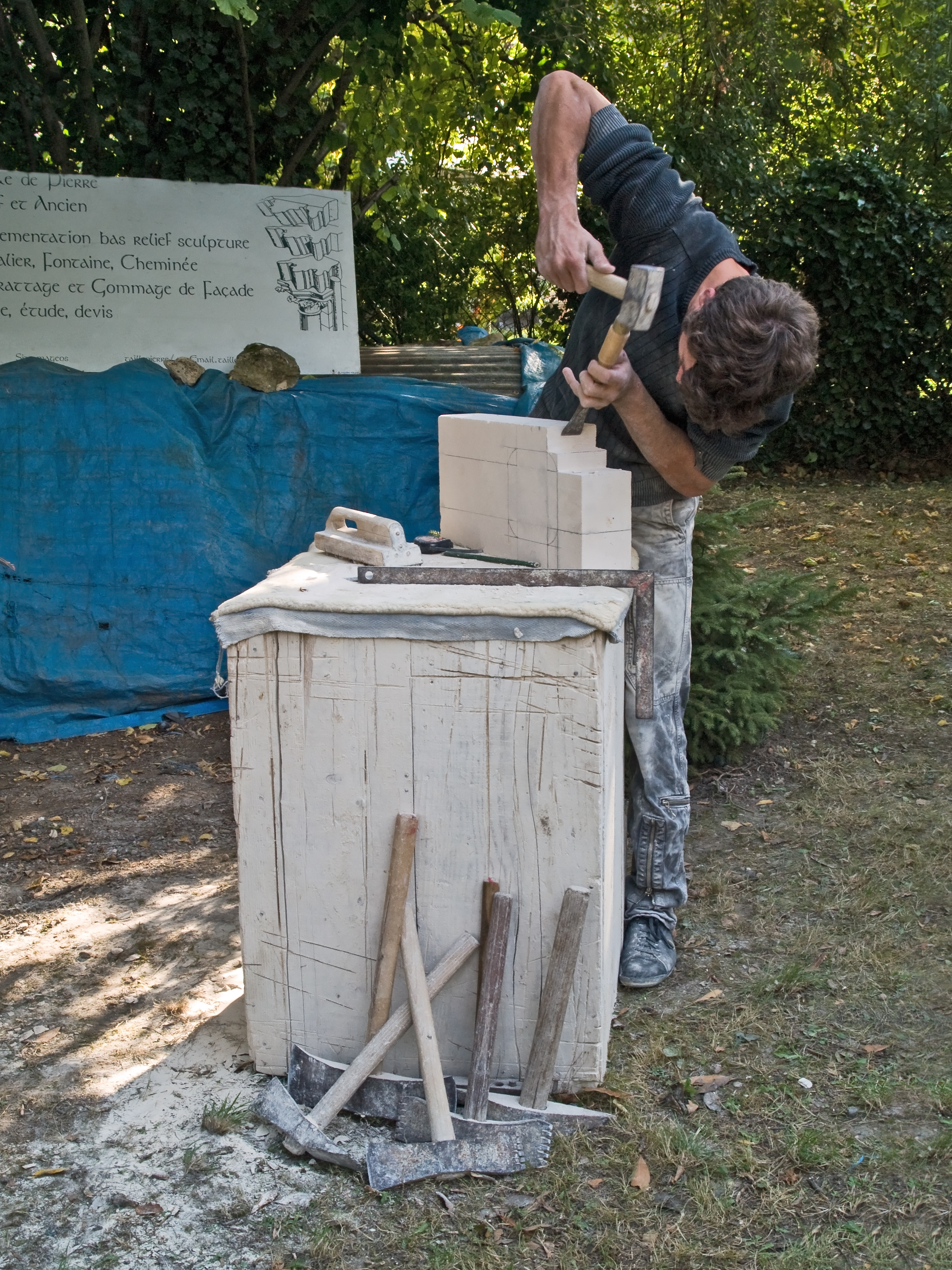
مهذب الحجارة أثناء عمله باستخدام أدوات المهنة.

فن الحجارة أو التحجير (بالإنجليزية: Stonemasonry)‏ هو فن نحت وتهذيب الحجارة لاستخدامها في الإنشاءات.ويُطلق على الحرفين المختلفين الذي يشاركون في هذه العملية اسم النحاتين أو الحجارين أو مُهذبي الحجارة. وبدأ العمل في العمل الحجري مميكنًا في جزء كبير، ويرجع السبب في ذلك إلى الاختفاء التدريجي لتهذيب الحجارة. ويُعزى إنتاجها إلى ترميم المباني ذات القيمة المعمارية والتراثية الكبيرة وطلية الواجهات وتطوير جدران البناء.

## المواد الخام
تعد الحجارة هي المادة الخام المستخدمة في فن تهذيب الحجارة، مع اختلاف التقنيات والأدوات المستخدمة، وفقًا لصلابة أو هشاشة أو التكوين الجيولوجي لها، واعتمادًا على مدى رقة أو سماكة القطعة الحجرية.

## الأدوات المستخدمة
تأتي الحاجة الملحة إلى استخدام العديد من المعدات والأدوات أثناء مرحلة إعداد الحجارة، ومنها:
- أدوات القياس مثل المتر والبراجل والمثلثات الهندسية.
- أدوات قرع مثل الإسفين والمطارق والمعول.
- أدوات القطع مثل المناشير.
- أدوات التشطيب مثل الأزاميل وأدوات ثقب طرد سنبك والفرش والنقار.